# 橙腹裸鼻雀
，是雀形目唐纳雀科的一种鸟类，属于单型的橙腹裸鼻雀属（学名：Rauenia）。

## 亚种
- R. b. composita，分布在玻利维亚东部和中部。
- R. b. schulzei，分布在巴拉圭和阿根廷西北部。
- R. b. bonariensis，分布在巴西南部至乌拉圭和阿根廷北部。[3]